# Герд Зурен
Герд Зурен (нім. Gerd Suhren; 16 травня 1914, Самоа — 6 травня 1991, Бонн) — німецький військовий інженер, корветтен-капітан-інженер крігсмаріне. Перший кавалер Лицарського хреста Залізного хреста серед інженерів підводного флоту.

## Біографія
Старший син ротмістра уланського полку Саксонської армії Герта Зурена і його дружини Ернестіни. Молодший брат фрегаттен-капітана Райнгарда Зурена, кавалера Лицарського хреста Залізного хреста з дубовим листям і мечами. Восени 1945 року батьки і молодша сестра Альмут наклали на себе руки, оскільки не змогли вибратись з оточеної радянськими військами Судетської області.
1 квітня 1933 року вступив в рейхсмаріне. В квітні 1937 року переведений в підводний флот. З вересня 1940 року — головний інженер підводного човна U-37, взяв участь у 7 походах. З жовтня 1940 року — інструктор 25-ї флотилії, пізніше служив на штабних посадах. З вересня 1944 року — головний інженер нового U-2511. 5 травня 1945 року екіпаж човна здався союзникам в Бремені. З вересня 1945 по травень 1947 року служив в 4-й роті 1-го запасного дивізіону Німецької адміністрації з розмінування. 7 липня 1947 року звільнений з полону.

## Звання
- Кандидат в офіцери-інженер (1 квітня 1933)
- Морський кадет-інженер (21 вересня 1933)
- Фенріх-цур-зее-інженер (1 липня 1934)
- Оберфенріх-цур-зее-інженер (1 квітня 1936)
- Лейтенант-цур-зее-інженер (1 жовтня 1936)
- Оберлейтенант-цур-зее-інженер (1 червня 1938)
- Капітан-лейтенант-інженер (1 лютого 1941)
- Корветтен-капітан-інженер (1 грудня 1944)

## Нагороди
- Медаль «За вислугу років у Вермахті» 4-го класу (4 роки)
- Залізний хрест
  - 2-го класу (8 листопада 1939)
  - 1-го класу (28 лютого 1940)
- Нагрудний знак підводника (8 листопада 1939)
- Лицарський хрест Залізного хреста (21 жовтня 1940)